# Daniel Silva
Daniel Silva (* 19. prosinec 1960) je americký novinář a spisovatel špionážních románů .

## Dílo
- 1996 – Spící agent (The Unlike Spy)

Hlavní hrdina Michael Osbourne:
- 1998 – Podpis zabíjáka (The Mark of the Assassin)
- 1999 – Nelítostný souboj (The Marching Season)

Hlavní hrdina Gabriel Allon:
- 2000 – Umění zabíjet (The Kill Artist)
- 2002 – Anglický zabiják (The English Assassin)
- 2003 – Zpovědník (The Confessor)
- 2004 – Smrt ve Vídni (A Death in Vienna)
- 2005 – Agent Mossadu (Prince of Fire)
- 2006 – Posel (The Messenger)
- 2007 – Tajná služba (The Secret Servant)
- 2008 – Moskevská pravidla (Moscow Rules)
- 2009 – Přeběhlík (The Defector)
- 2010 – Rembrandtovo poselství (The Rembrandt Affair)
- 2011 – Portrét špionky (Portret of a Spy)
- 2012 – Padlý anděl (The Fallen Angel)
- 2013 – Anglická dívka (The English Girl)
- 2014 – Ukradený Caravaggio (The Heist)
- 2015 – Anglický špión (The English Spy)
- 2016 – Černá vdova (The Black Widow)
- 2017 – Dům špionů (House of Spies)
- 2018 – Ta druhá žena (The Other Woman)
- 2019 – Nová dívka (The New Girl)
- 2020 – Řád (The Order)
- 2021 – Violoncellistka (The Cellist)
- 2022 - Portrét neznámé ženy (Portrait of an Unknown Woman)
- 2023 - Sběratel (Collector)
- 2024 - Smrt v Cornwallu (A Death in Cornwall)